# Mazuela
Mazuela – gmina w Hiszpanii, w prowincji Burgos, w Kastylii i León, o powierzchni 13,41 km². W 2011 roku gmina liczyła 68 mieszkańców.